# Cedusa sicula
Cedusa sicula är en insektsart som först beskrevs av Haupt 1924.  Cedusa sicula ingår i släktet Cedusa och familjen Derbidae.
Artens utbredningsområde är Italien. Inga underarter finns listade i Catalogue of Life.